# Williams Régala
Williams Régala est un ancien membre du Conseil national du gouvernement d'Haïti. 

## Biographie
Williams Régala a été membre du premier conseil de courte durée (7 février 1986—20 mars 1986), ainsi que du deuxième conseil, qui a gouverné jusqu'au 7 février 1988, date à laquelle Leslie Manigat a pris ses fonctions. Régala était chef des services secrets sous Jean-Claude Duvalier, et ministre de l'Intérieur sous le Conseil national. Lorsque Manigat a pris ses fonctions, il a nommé Régala ministre de la Défense.
Dans un rapport de 1996, Human Rights Watch a écrit que le colonel Régala s'était « vanté d'une longue histoire d'abus » dans le cadre de la police secrète de Duvalier. En 1991, sous le président Jean-Bertrand Aristide, un mandat d'arrêt contre Régala est émis. Le gouvernement haïtien a accusé Régala d'avoir ordonné le massacre du jour des élections de 1987. Cependant, Régala a fui le pays, se rendant en République dominicaine, qui a rejeté une demande d'extradition d'Haïti,.
Il est décédé le 23 décembre 2018, dans sa résidence de Port-au-Prince.